# Ernst Ising
Ernst Ising (Colônia, 10 de maio de 1900 — Peoria, 11 de maio de 1998) foi um físico alemão mais conhecido pelo desenvolvimento do modelo Ising. Ele foi professor de física na Bradley University até sua aposentadoria em 1976.
Ernst Ising nasceu em Colônia em 1900. Seus pais eram o comerciante Gustav Ising e sua esposa Thekla Löwe. Em 1930, ele se casou com a economista Dra. Johanna Ehmer.
Ising obteve seu doutorado em física na Universidade de Hamburgo em 1924. Sua tese de doutorado abordou um problema sugerido por seu professor, Wilhelm Lenz. Ele investigou o caso especial de uma cadeia linear de momentos magnéticos, que são capazes de assumir apenas duas posições, "para cima" e "para baixo," e que são acoplados por interações entre os vizinhos mais próximos. Principalmente seguindo os estudos de Rudolf Peierls, Hendrik Kramers, Gregory Wannier e Lars Onsager o modelo teve sucesso em explicar as transições de fase entre stados ferromagnéticos e paramagnéticos.
Como um jovem cientista alemão judeu, Ising foi proibido de ensinar e de fazer pesquisa quando Hitler assumiu o poder na Alemanha. Trabalhou em trabalhos menores e, embora tenha sobrevivido a Segunda Guerra Mundial e ensinado posteriormente nos Estados Unidos, ele nunca publicou novamente.
Ising ficou sabendo da importância que seu modelo atingiu na literatura científica apenas em 1949, 25 anos após sua tese de doutorado. Hoje, todo ano, cerca de 800 artigos são publicados usando o modelo para estudar problemas em campos tão diversos quanto redes neurais, enovelamento de proteínas, membranas biológicas e comportamento social.
 Ising morreu em sua casa em Peoria em 1998, apenas um dia após o seu 98.º aniversário.